# لوسيانو أوسبينا
لوسيانو أوسبينا ((بالإنجليزية: Luciano Ospina)‏؛ مواليد 18 فبراير 1991) لاعب كرة قدم كولومبي يجيد اللعب في مركز الدفاع مع نادي أتلتيكو هوراكان.

## روابط خارجية
- لوسيانو أوسبينا على موقع الاتحاد الدولي (مؤرشف)  (الإنجليزية)
- لوسيانو أوسبينا على موقع قاعدة بيانات كرة القدم.إي يو (الإنجليزية)
- لوسيانو أوسبينا على موقع Soccerway.com (الإنجليزية)
- لوسيانو أوسبينا على موقع عالم كرة القدم.نت (الإنجليزية)